# Torneo femenino de rugby 7 en los Juegos Olímpicos de París 2024
El torneo femenino de rugby 7 en los Juegos Olímpicos de París 2024 se realizó del 28 al 30 de julio en el Stade de France, ubicado en Saint-Denis.

## Clasificación
| Competición                            | Fecha                                       | Sede                    | Plazas | Equipos clasificados                           |
| -------------------------------------- | ------------------------------------------- | ----------------------- | ------ | ---------------------------------------------- |
| País anfitrión                         | –                                           | –                       | 1      | Francia                                        |
| Serie Mundial                          | 2 de diciembre de 2022 – 14 de mayo de 2023 | Varias                  | 4      | Australia Estados Unidos Irlanda Nueva Zelanda |
| Seven Sudamericano Femenino            | 17 - 18 de junio de 2023                    | Montevideo · ( Uruguay) | 1      | Brasil                                         |
| Juegos Europeos                        | 21 de junio – 2 de julio de 2023            | Cracovia · ( Polonia)   | 1      | Reino Unido                                    |
| Torneo de clasificación norteamericano | 19 - 20 de agosto de 2023                   | Langford · ( Canadá)    | 1      | Canadá                                         |
| Torneo de clasificación africano       | 14 – 15 de octubre de 2023                  | Túnez                   | 1      | Sudáfrica                                      |
| Torneo de clasificación de Oceanía     | 10 - 12 de noviembre de 2023                | Brisbane ( Australia)   | 1      | Fiyi                                           |
| Torneo de clasificación asiático       | 18 - 19 de noviembre de 2023                | Osaka ( Japón)          | 1      | Japón                                          |
| Torneo Preolímpico                     | 21 - 23 de junio de 2024                    | Mónaco ( Mónaco)        | 1      | China                                          |
| TOTAL                                  |                                             |                         | 12     | 12                                             |

## Fase de grupos
Los doce equipos clasificados quedaron divididos en tres grupos de cuatro. Los dos primeros de cada grupo, así como los dos mejores terceros, pasan a los cuartos de final.
Los horarios corresponden a la hora local francesa (UTC +2).

### Grupo A
| Pos. | Equipo        | Encuentros | Encuentros | Encuentros | Encuentros | Tantos  | Tantos    | Tantos     | Puntos |
| Pos. | Equipo        | jugados    | ganados    | empatados  | perdidos   | a favor | en contra | diferencia | Puntos |
| ---- | ------------- | ---------- | ---------- | ---------- | ---------- | ------- | --------- | ---------- | ------ |
| 1    | Nueva Zelanda | 3          | 3          | 0          | 0          | 114     | 19        | 95         | 9      |
| 2    | Canadá        | 3          | 2          | 0          | 1          | 50      | 64        | -14        | 7      |
| 3    | China         | 3          | 1          | 0          | 2          | 62      | 81        | -19        | 5      |
| 4    | Fiyi          | 3          | 0          | 0          | 3          | 33      | 95        | -62        | 3      |

Nota: Se otorgan 3 puntos al equipo que gane un partido, 2 al que empate y 1 al que pierda

#### Resultados
| 28 de julio, 17:30 | Fiyi | 14 - 17 | Canadá | Stade de France, Saint-Denis |  |

| 28 de julio, 18:00 | Nueva Zelanda | 43 - 5 | China | Stade de France, Saint-Denis |  |

| 28 de julio, 21:00 | Fiyi | 12 - 40 | China | Stade de France, Saint-Denis |  |

| 28 de julio, 21:30 | Nueva Zelanda | 33 - 7 | Canadá | Stade de France, Saint-Denis |  |

| 29 de julio, 16:00 | Canadá | 26 - 17 | China | Stade de France, Saint-Denis |  |

| 29 de julio, 16:30 | Nueva Zelanda | 38 - 7 | Fiyi | Stade de France, Saint-Denis |  |

### Grupo B
| Pos. | Equipo      | Encuentros | Encuentros | Encuentros | Encuentros | Tantos  | Tantos    | Tantos     | Puntos |
| Pos. | Equipo      | jugados    | ganados    | empatados  | perdidos   | a favor | en contra | diferencia | Puntos |
| ---- | ----------- | ---------- | ---------- | ---------- | ---------- | ------- | --------- | ---------- | ------ |
| 1    | Australia   | 3          | 3          | 0          | 0          | 89      | 24        | 65         | 9      |
| 2    | Reino Unido | 3          | 2          | 0          | 1          | 52      | 65        | 13         | 7      |
| 3    | Irlanda     | 3          | 1          | 0          | 2          | 64      | 40        | 24         | 5      |
| 4    | Sudáfrica   | 3          | 0          | 0          | 3          | 22      | 98        | -76        | 3      |

Nota: Se otorgan 3 puntos al equipo que gane un partido, 2 al que empate y 1 al que pierda

#### Resultados
| 28 de julio, 15:30 | Irlanda | 12 - 21 | Reino Unido | Stade de France, Saint-Denis |  |

| 28 de julio, 16:00 | Australia | 34 - 5 | Sudáfrica | Stade de France, Saint-Denis |  |

| 28 de julio, 19:00 | Irlanda | 38 - 0 | Sudáfrica | Stade de France, Saint-Denis |  |

| 28 de julio, 19:30 | Australia | 36 - 5 | Reino Unido | Stade de France, Saint-Denis |  |

| 29 de julio, 14:00 | Reino Unido | 26 - 17 | Sudáfrica | Stade de France, Saint-Denis |  |

| 29 de julio, 14:30 | Australia | 19 - 14 | Irlanda | Stade de France, Saint-Denis |  |

### Grupo C
| Pos. | Equipo         | Encuentros | Encuentros | Encuentros | Encuentros | Tantos  | Tantos    | Tantos     | Puntos |
| Pos. | Equipo         | jugados    | ganados    | empatados  | perdidos   | a favor | en contra | diferencia | Puntos |
| ---- | -------------- | ---------- | ---------- | ---------- | ---------- | ------- | --------- | ---------- | ------ |
| 1    | Francia        | 3          | 3          | 0          | 0          | 106     | 14        | 92         | 9      |
| 2    | Estados Unidos | 3          | 2          | 0          | 1          | 74      | 43        | 31         | 7      |
| 3    | Japón          | 3          | 1          | 0          | 2          | 46      | 97        | -51        | 5      |
| 4    | Brasil         | 3          | 0          | 0          | 3          | 17      | 89        | -72        | 3      |

Nota: Se otorgan 3 puntos al equipo que gane un partido, 2 al que empate y 1 al que pierda

#### Resultados
| 28 de julio, 16:30 | Estados Unidos | 36 - 7 | Japón | Stade de France, Saint-Denis |  |

| 28 de julio, 17:00 | Francia | 26 - 0 | Brasil | Stade de France, Saint-Denis |  |

| 28 de julio, 20:00 | Estados Unidos | 24 - 5 | Brasil | Stade de France, Saint-Denis |  |

| 28 de julio, 20:30 | Francia | 49 - 0 | Japón | Stade de France, Saint-Denis |  |

| 29 de julio, 15:00 | Japón | 39 - 12 | Brasil | Stade de France, Saint-Denis |  |

| 29 de julio, 15:30 | Francia | 31 - 14 | Estados Unidos | Stade de France, Saint-Denis |  |

## Fase final

### Eliminatoria por el noveno puesto
|  | Play-off                         | Play-off                         |   |                                  | Noveno puesto                    | Noveno puesto |  |
|  |                                  |                                  |   |                                  |                                  |               |  |
|  | 29 julio, 20:00, Stade de France |                                  |   |                                  |                                  |               |  |
|  | Japón                            | 15                               |   |                                  |                                  |               |  |
|  | Sudáfrica                        | 12                               |   |                                  |                                  |               |  |
|  |                                  |                                  |   |                                  |                                  |               |  |
|  |                                  |                                  |   |                                  | 30 julio, 17:00, Stade de France |               |  |
|  |                                  |                                  |   |                                  | Japón                            | 38            |  |
|  |                                  | Brasil                           | 7 |                                  |                                  |               |  |
|  |                                  |                                  |   |                                  |                                  |               |  |
|  |                                  |                                  |   |                                  |                                  |               |  |
|  |                                  |                                  |   |                                  | Undécimo puesto                  |               |  |
|  | 29 julio, 20:30, Stade de France | 29 julio, 20:30, Stade de France |   | 30 julio, 16:30, Stade de France | 30 julio, 16:30, Stade de France |               |  |
|  | Fiyi                             | 22                               |   | Sudáfrica                        | 21                               |               |  |
|  | Brasil                           | 28                               |   |                                  | Fiyi                             | 15            |  |

### Eliminatorias por las medallas
|  | Quinto puesto                    | Quinto puesto                    |                                  |       | Crossover                        | Crossover                        |                                  |                                  | Cuartos de final                 | Cuartos de final |        |               | Semifinales                      | Semifinales                      |  |  | Final                            | Final                            |
|  |                                  |                                  |                                  |       |                                  |                                  |                                  |                                  |                                  |                  |        |               |                                  |                                  |  |  |                                  |                                  |
|  |                                  |                                  |                                  |       |                                  |                                  |                                  |                                  | 29 julio, 21:00, Stade de France |                  |        |               |                                  |                                  |  |  |                                  |                                  |
|  |                                  |                                  |                                  |       |                                  |                                  |                                  |                                  |                                  |                  |        |               |                                  |                                  |  |  |                                  |                                  |
|  | 30 julio, 18:30, Stade de France | 30 julio, 18:30, Stade de France |                                  |       | 30 julio, 14:30, Stade de France | 30 julio, 14:30, Stade de France |                                  |                                  | Nueva Zelanda                    | 55               |        |               | 30 julio, 15:30, Stade de France | 30 julio, 15:30, Stade de France |  |  | 30 julio, 19:45, Stade de France | 30 julio, 19:45, Stade de France |
|  | 30 julio, 18:30, Stade de France | 30 julio, 18:30, Stade de France |                                  |       | 30 julio, 14:30, Stade de France | 30 julio, 14:30, Stade de France |                                  |                                  | Nueva Zelanda                    | 55               |        |               | 30 julio, 15:30, Stade de France | 30 julio, 15:30, Stade de France |  |  | 30 julio, 19:45, Stade de France | 30 julio, 19:45, Stade de France |
|  | 30 julio, 18:30, Stade de France | 30 julio, 18:30, Stade de France |                                  |       | 30 julio, 14:30, Stade de France | 30 julio, 14:30, Stade de France | China                            | 5                                |                                  |                  |        |               | 30 julio, 15:30, Stade de France | 30 julio, 15:30, Stade de France |  |  | 30 julio, 19:45, Stade de France | 30 julio, 19:45, Stade de France |
|  | 30 julio, 18:30, Stade de France | 30 julio, 18:30, Stade de France |                                  | China | 19                               |                                  | China                            | 5                                |                                  |                  |        | Nueva Zelanda | 24                               |                                  |  |  | 30 julio, 19:45, Stade de France | 30 julio, 19:45, Stade de France |
|  | 30 julio, 18:30, Stade de France | 30 julio, 18:30, Stade de France | 29 julio, 21:30, Stade de France | China | 19                               |                                  |                                  |                                  |                                  |                  |        | Nueva Zelanda | 24                               |                                  |  |  | 30 julio, 19:45, Stade de France | 30 julio, 19:45, Stade de France |
|  | 30 julio, 18:30, Stade de France | 30 julio, 18:30, Stade de France |                                  |       | Reino Unido                      | 15                               |                                  |                                  | Estados Unidos                   | 12               |        |               |                                  |                                  |  |  | 30 julio, 19:45, Stade de France | 30 julio, 19:45, Stade de France |
|  | 30 julio, 18:30, Stade de France | 30 julio, 18:30, Stade de France | Reino Unido                      | 7     | Reino Unido                      | 15                               |                                  |                                  | Estados Unidos                   | 12               |        |               |                                  |                                  |  |  | 30 julio, 19:45, Stade de France | 30 julio, 19:45, Stade de France |
|  | 30 julio, 18:30, Stade de France | 30 julio, 18:30, Stade de France | Reino Unido                      | 7     |                                  |                                  |                                  |                                  |                                  |                  |        |               |                                  |                                  |  |  | 30 julio, 19:45, Stade de France | 30 julio, 19:45, Stade de France |
|  | 30 julio, 18:30, Stade de France | 30 julio, 18:30, Stade de France |                                  |       | Estados Unidos                   | 17                               |                                  |                                  |                                  |                  |        |               |                                  |                                  |  |  | 30 julio, 19:45, Stade de France | 30 julio, 19:45, Stade de France |
|  | Francia                          | 21                               |                                  |       | Estados Unidos                   | 17                               | Nueva Zelanda                    | 19                               |                                  |                  |        |               |                                  |                                  |  |  |                                  |                                  |
|  | Francia                          | 21                               | 29 julio, 22:00, Stade de France |       |                                  |                                  | Nueva Zelanda                    | 19                               |                                  |                  |        |               |                                  |                                  |  |  |                                  |                                  |
|  | China                            | 7                                |                                  |       | Canadá                           | 12                               |                                  |                                  |                                  |                  |        |               |                                  |                                  |  |  |                                  |                                  |
|  | China                            | 7                                | Francia                          | 14    | Canadá                           | 12                               |                                  |                                  |                                  |                  |        |               |                                  |                                  |  |  |                                  |                                  |
|  |                                  |                                  | Francia                          | 14    | 30 julio, 15:00, Stade de France | 30 julio, 15:00, Stade de France | 30 julio, 16:00, Stade de France | 30 julio, 16:00, Stade de France |                                  |                  |        |               |                                  |                                  |  |  |                                  |                                  |
|  |                                  |                                  | Canadá                           | 19    | 30 julio, 15:00, Stade de France | 30 julio, 15:00, Stade de France | 30 julio, 16:00, Stade de France | 30 julio, 16:00, Stade de France |                                  |                  |        |               |                                  |                                  |  |  |                                  |                                  |
|  | Séptimo puesto                   | Séptimo puesto                   | Canadá                           | 19    | Francia                          | 19                               |                                  |                                  |                                  |                  | Canadá | 21            | Tercer puesto                    | Tercer puesto                    |  |  |                                  |                                  |
|  | Séptimo puesto                   | Séptimo puesto                   | 29 julio, 22:30, Stade de France |       | Francia                          | 19                               |                                  |                                  |                                  |                  | Canadá | 21            | Tercer puesto                    | Tercer puesto                    |  |  |                                  |                                  |
|  | 30 julio, 18:00, Stade de France | 30 julio, 18:00, Stade de France |                                  |       | Irlanda                          | 7                                |                                  |                                  | Australia                        | 12               |        |               | 30 julio, 19:00, Stade de France | 30 julio, 19:00, Stade de France |  |  |                                  |                                  |
|  | Reino Unido                      | 28                               | Australia                        | 40    | Irlanda                          | 7                                | Estados Unidos                   | 14                               | Australia                        | 12               |        |               |                                  |                                  |  |  |                                  |                                  |
|  | Reino Unido                      | 28                               | Australia                        | 40    |                                  |                                  | Estados Unidos                   | 14                               |                                  |                  |        |               |                                  |                                  |  |  |                                  |                                  |
|  | Irlanda                          | 12                               |                                  |       | Irlanda                          | 7                                |                                  |                                  | Australia                        | 12               |        |               |                                  |                                  |  |  |                                  |                                  |
|  | Irlanda                          | 12                               |                                  |       | Irlanda                          | 7                                |                                  |                                  | Australia                        | 12               |        |               |                                  |                                  |  |  |                                  |                                  |

### .Resultados

#### Play-offpor el noveno puesto
| 29 de julio, 20:00 | Japón | 15 - 12 | Sudáfrica | Stade de France, Saint-Denis |  |

| 29 de julio, 20:30 | Fiyi | 22 - 28 | Brasil | Stade de France, Saint-Denis |  |

#### Cuartos de final
| 29 de julio, 21:00 | Nueva Zelanda | 55 - 5 | China | Stade de France, Saint-Denis |  |

| 29 de julio, 21:30 | Reino Unido | 7 - 17 | Estados Unidos | Stade de France, Saint-Denis |  |

| 29 de julio, 22:00 | Francia | 14 - 19 | Canadá | Stade de France, Saint-Denis |  |

| 29 de julio, 22:30 | Australia | 40 - 7 | Irlanda | Stade de France, Saint-Denis |  |

#### Play-offpor el quinto puesto
| 30 de julio, 14:30 | China | 19 - 15 | Reino Unido | Stade de France, Saint-Denis |  |

| 30 de julio, 15:00 | Francia | 19 - 7 | Irlanda | Stade de France, Saint-Denis |  |

#### Semifinales
| 30 de julio, 15:30 | Nueva Zelanda | 24 - 12 | Estados Unidos | Stade de France, Saint-Denis |  |

| 30 de julio, 16:00 | Canadá | 21 - 12 | Australia | Stade de France, Saint-Denis |  |

#### Undécimo puesto
| 30 de julio, 16:30 | Sudáfrica | 21 - 15 | Fiyi | Stade de France, Saint-Denis |  |

#### Noveno puesto
| 30 de julio, 17:00 | Japón | 38 - 7 | Brasil | Stade de France, Saint-Denis |  |

#### Séptimo puesto
| 30 de julio, 18:00 | Reino Unido | 28 - 12 | Irlanda | Stade de France, Saint-Denis |  |

#### Quinto puesto
| 30 de julio, 18:30 | Francia | 21 - 7 | China | Stade de France, Saint-Denis |  |

#### Medalla de bronce
| 30 de julio, 19:00 | Estados Unidos | 14 - 12 | Australia | Stade de France, Saint-Denis |  |

#### Medalla de oro
| 30 de julio, 19:45 | Nueva Zelanda | 19 - 12 | Canadá | Stade de France, Saint-Denis |  |

#### Medallero
| Evento | Oro                            | Plata                      | Bronce                                         |
| ------ | ------------------------------ | -------------------------- | ---------------------------------------------- |
|        | Campeón Olímpico Nueva Zelanda | Subcampeón Olímpico Canadá | Ganador de la Medalla de Bronce Estados Unidos |